# Sportplatz Paulshöhe

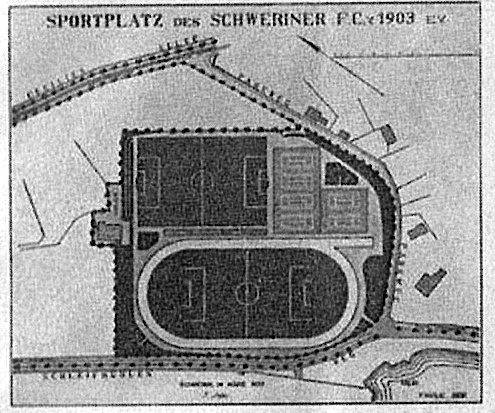
20.08.1922 Einweihung Sportplatz Paulshöhe

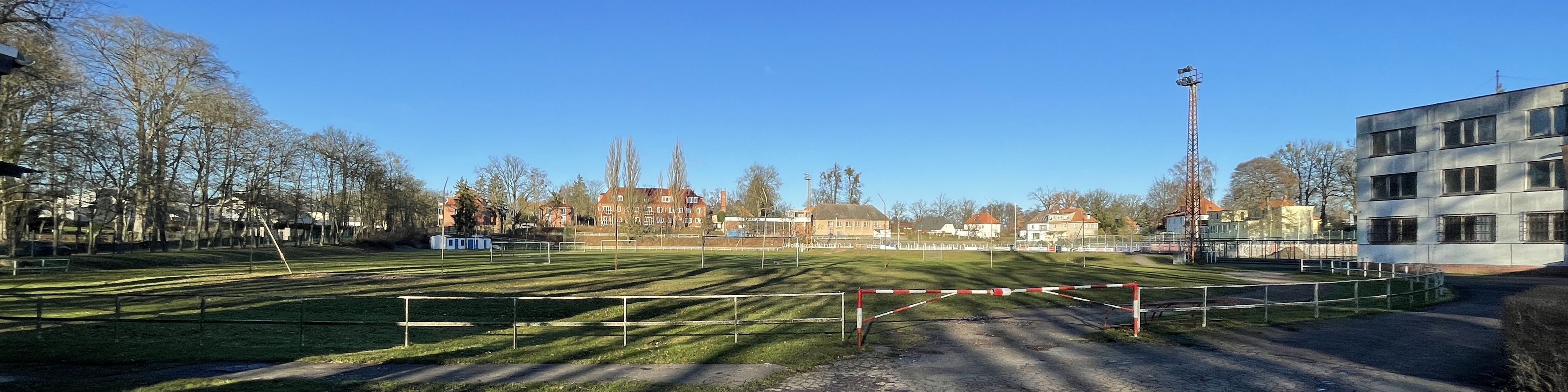
Sportplatz Paulshöhe in Schwerin

Der Sportplatz Paulshöhe war eine Sportstätte im Stadtteil Ostorf der Landeshauptstadt Schwerin und wurde am 20. August 1922 eingeweiht. Er lag damals am Stadtrand und bestand ursprünglich aus zwei Spielfeldern, sechs Tennisplätzen, einer 400 Meter langen Aschenbahn, einer Anlage für Sprung- und Wurfübungen sowie einem Klubhaus. Davon war ab der NS-Zeit nur noch ein Fußballplatz erhalten, auf dem am 4. Juni 2022 das letzte Liga-Pflichtspiel ausgetragen wurde. Dieser seitdem geschlossene Sportplatz wird in absehbarer Zeit abgerissen, um Platz für den „Wohnpark Paulshöhe“ zu schaffen.

## Geschichte
Die ersten regelmäßigen Fußballspiele in Schwerin fanden ab 1900 statt, doch es fehlte an einem entsprechenden Platz. So wurden vor allem die Exerzierplätze in Schwerin von den Fußballspielern genutzt, wenn diese nicht vom Militär benötigt wurden. Nach dem Verkauf und Abbruch der Brauerei Paulshöhe wurde mit Unterstützung der Stadt und einer Bank auf der Paulshöhe neben einem Konzert- und Biergarten auch neue Fußball- und Tennisfelder angelegt. Die Einweihung des Sportplatzes wurde am 20. August 1922 gefeiert. Aus dem ehemaligen Eiskeller der Brauerei wurde das Clubrestaurant des Sportplatzes. Mit zwei Spielfeldern, einer 400 Meter langen Aschenbahn, sechs Tennisplätzen und 33.000 Quadratmetern war der Sportplatz Paulshöhe seinerzeit eine der größten Sportstätten des Freistaates Mecklenburg-Schwerin. Zwischen der Aschenbahn und dem nördlichen Fußballfeld wurde 1924 eine Zuschauertribüne aus Holz errichtet. Unter der Tribüne hielt der Platzwart Schafe, die den Rasen kurz hielten. Am 20. Mai 1925 wurde neben dem Sportplatz das Konzerthaus Paulshöhe mit neuer Bewirtschaftung neu eröffnet. Das sogenannte Torhaus wurde 1927 errichtet. Die beiden Fußballfelder waren Heimstätte des 1903 gegründeten Schweriner FC 03. Der Club gehörte zu den Gründungsmitgliedern des 1904 entstandenen Mecklenburgischen Fußball-Bundes.
1938 wurde das erweiterte Vereinsheim mit Gaststätte eingeweiht. Der Zweite Weltkrieg brachte den Spielbetrieb in Schwerin zum Erliegen und die Spieler waren im Kriegsdienst. Im November 1944 wurden drei Baracken auf dem Sportplatz gebaut. 1944 erfolgte die Auflösung des Vereins durch die Nationalsozialisten. Auf Paulshöhe arbeiteten zirka 400 Kräfte für das Werk, größtenteils Zwangsarbeiter, die Uniformen für die Wehrmacht herstellten. Im Sommer 1945 dienten die Baracken dann als Flüchtlingsunterkunft. Im September 1949 wollte die Stadt auf dem Gelände einen Kulturpark errichten, doch es fehlte das nötige Geld, sodass der Sportplatz erhalten blieb.
1953 gab die Sowjetarmee den Sportplatz an die Stadt zurück. Eine Erneuerung der Anlage begann noch im gleichen Jahr. 1953 wurde der Verein Dynamo Schwerin gegründet, der den Sportplatz fortan nutzte. Die Stehplätze hinter dem Nordtor wurden terrassenförmig für 3000 Zuschauer ausgebaut, mit ausgebauten Längsseiten für je 1.000 Zuschauer. Die zweite Spielfläche wurde 1955 der Nutzung freigegeben. Ab Mitte der Sechziger Jahre gehörte Schwerin zu den Spitzenteams der DDR-Liga, womit auch Paulshöhe Besucherrekorde erfuhr.
Zum sportlichen Höhepunkt wurde die Saison 1989/90, als die Schweriner das Finale des FDGB-Pokals erreichten. Dadurch spielten etwa im Viertelfinale der 1. FC Magdeburg und im Halbfinale der 1. FC Lokomotive Leipzig auf Paulshöhe.
Nach der Wiedervereinigung Deutschlands wurde in den Erhalt des Sportplatzes nicht weiter investiert.
2018 wurde die Aufstellung des Bebauungsplans „Wohnpark Paulshöhe“ beschlossen. Die Liga-Spiele der Schweriner Fußballvereine finden nunmehr im Sportpark Lankow statt. Zur Begleitung des Planungsprozesses wurde durch die Stadt Schwerin im August 2020 ein Dialogforum mit acht ausgelosten Bürgerinnen und Bürgern eingerichtet, das der Stadtvertretung (Kommunalparlament) bis zum Dezember 2020 eine Empfehlung zur künftigen Wohnbebauung der Paulshöhe erarbeitete. Diesen Empfehlungen hat die Schweriner Stadtvertretung am 8. November 2021 in geänderter Form zugestimmt.
Am 4. Juni 2022 fand das letzte Pflichtspiel auf dem Sportplatz Paulshöhe vor 2262 Zuschauern statt, das Dynamo 1:0 gegen Anker Wismar gewann und damit in die Oberliga Nordost aufstieg.

## Kommunalpolitische Entscheidungen
Die Schweriner Stadtvertretung beauftragte am 13. Dezember 2010 mehrheitlich die Oberbürgermeisterin, bis zum 31. Dezember 2011 ein Nachnutzungskonzept für die Sportstätte Paulshöhe vorzulegen. Dieses Nachnutzungskonzept für das Bebauungsplangebiet wurde durch ein sogenanntes Dialogforum (Bürgerbeteiligung) diskutiert und anschließend eine Empfehlung für die künftige Bebauung vorgeschlagen.
Die Landeshauptstadt Schwerin verpflichtete sich am 27. Juli 2015 in einer Konsolidierungsvereinbarung mit dem Landesinnenministeriem unter anderem zur strikten Umsetzung ihres Haushaltssicherungskonzeptes und somit zur Veräußerung der Fläche. Ab dem 1. Januar 2018 waren die Mietverträge mit allen Nutzern gekündigt. Die Einnahmen aus dem Verkauf sollen zur Haushaltskonsolidierung der hochdefizitären Landeshauptstadt Schwerin dienen. Laut aktuellem Grundstücksmarktbericht der Landeshauptstadt ist von einem Verkaufspreis von mindestens 280 € pro m² auszugehen. Demnach könnte die etwa 33.000 m² große Fläche für den städtischen Haushalt einen Erlös in Höhe von mindestens 9,24 Mio. Euro einbringen. Allerdings hat die Stadtvertretung zwischenzeitlich beschlossen, dass die Grundstücke auf der Paulshöhe nicht verkauft, sondern per Erbbaurecht zur Verfügung gestellt werden.  Am 16. Oktober 2018 wurde die Aufstellung des Bebauungsplans „Wohnpark Paulshöhe“ für das Gebiet beschlossen. Ab 2021 soll der Sportplatz abgerissen und bebaut werden.
Am 11. Dezember 2017 sprach sich die Schweriner Stadtvertretung bereits für einen Verkauf der angrenzenden Turn- und Ringerhalle an den Träger der Waldorfschule unter der Berücksichtigung vergaberechtlicher Vorschriften aus. Diese beiden Sporthallen wurden im Frühjahr 2020 ohne Ausschreibung an den Betreiber der Waldorfschule in Schwerin verkauft. Der ansässige Ringerverein reichte daraufhin eine Klage gegen die Stadt ein. Außerdem sind laut vorgenanntem Stadtvertreterbeschluss trotz zeitnaher Beendigung der städtischen Bewirtschaftung des Sportparks Paulshöhe eine geeignete und ausreichende Teilfläche möglichst in unmittelbarer Nähe zur Kanurenngemeinschaft als Gemeinbedarfsfläche sowie die Toilette im Einfahrtsbereich zum Sportpark möglichst dauerhaft zu erhalten.

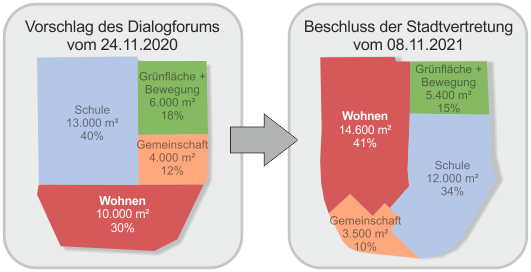
Von der Schweriner Stadtvertretung beschlossene Flächenaufteilung im B-Plan-Gebiet "Wohnpark Paulshöhe"

Nach intensiver Diskussion stellte die Landeshauptstadt Schwerin 2018 den Bebauungsplan Nummer 106 "Wohnpark Paulshöhe" auf und leitete damit das B-Plan-Verfahren ein. Im Herbst 2020 diskutierte ein elfköpfiges Dialogforum über die künftige Wohnbebauung und verständigte sich auf Empfehlungen, denen die Stadtvertretung im November 2021 in geänderter Form zustimmte. Auf dieser Grundlage wird derzeit ein städtebaulicher Wettbewerb vorbereitet und aus dessen Ergebnissen bis Ende 2022 der zu beschließende Bebauungsplan erstellt. Das Planungsverfahren soll etwa zwei Jahre in Anspruch nehmen, bevor die Bauarbeiten 2024 beginnen.
Ein letzter Antrag, die Paulshöhe bis zum Beginn der Abrissarbeiten weiter als Fußballplatz zu nutzen, wurde im März 2022 abgelehnt.

## Initiative zum Erhalt des Sportplatzes Paulshöhe
Ab Mai 2017 hatte sich ein Aktionsbündnis zusammengeschlossen, das mit Vertretern aus Sport, Kultur und Politik den Erhalt der Sportstätte forderte. Die Initiative nannte sich „Paulshöhe 20`18“. Ab 2014 stellten verschiedene Initiativen Denkmalschutzanträge und Petitionen für den Erhalt der Sportstätte, unter anderen die „Aktion Stadt und Kulturschutz“ und die Initiative „Rettet die Paulshöhe – Paulshöhe muss weiterleben“. Im Sommer 2017 wurde in die Stadtvertretung ein Einwohnerantrag zum Erhalt des Sportplatzes eingebracht, der jedoch am 11. Dezember 2017 keine Mehrheit im Kommunalparlament fand. Die Initiatoren des Einwohnerantrages wollten sich anschließend weiter gegen die Abriss und eine Bebauung engagieren.